# Stachelnasenbeutler
Die Stachelnasenbeutler (Echymipera) sind eine Beuteltiergattung aus der Gruppe der Neuguinea-Nasenbeutler (Peroryctinae). Die Gattung umfasst fünf Arten.

## Beschreibung
Wie die meisten Nasenbeutler sind Stachelnasenbeutler durch die langgezogene Schnauze und die kleinen Ohren charakterisiert. Namensgebendes Merkmal ist das raue, stachelige Fell, das an der Oberseite rötlich, bräunlich oder schwarz gefärbt ist. Die Unterseite ist heller, grau oder hellbraun. Die Tiere erreichen eine Kopfrumpflänge von 20 bis 50 Zentimeter, eine Schwanzlänge von 5 bi 13 Zentimetern und ein Gewicht von 500 bis 2000 Gramm.

## Verbreitung und Lebensraum
Stachelnasenbeutler leben vorrangig auf Neuguinea und vorgelagerten Inseln, eine Art, der Rote Stachelnasenbeutler kommt darüber hinaus auf der australischen Kap-York-Halbinsel vor. Ihr Lebensraum sind Regenwälder bis in 2000 Metern Seehöhe.

## Lebensweise
Diese Tiere sind Einzelgänger, die außerhalb der Paarungszeit keinen Kontakt zu Artgenossen pflegen. Tagsüber schlafen sie in Nestern aus Blättern, Gräsern und Zweigen, die sie in hohlen Baumstämmen, im Dickicht oder in Erdhöhlen errichten, um in der Nacht auf Nahrungssuche zu gehen. Es sind reine Bodenbewohner, die zum schnelleren Vorwärtskommen Trampelpfade in der Laubschicht am Boden errichten. Stachelnasenbeutler sind Allesfresser, zu ihrer Nahrung zählen Früchte, Insekten, Würmer und Schnecken.

## Fortpflanzung
Die Weibchen können bis zu dreimal im Jahr Nachwuchs zur Welt bringen. Die Wurfgröße beträgt eins bis drei Jungtiere, diese verbringen ihre ersten Lebenswochen im Beutel der Mutter. Sie werden relativ früh geschlechtsreif. Das höchste Lebensalter eines Tieres in menschlicher Obhut betrug knapp drei Jahre.

## Bedrohung
Die Lebensraumzerstörung und in geringerem Ausmaß die Bejagung aufgrund ihres Fleisches zählen zu den Hauptbedrohungen der Stachelnasenbeutler. Für viele Arten fehlen allerdings genaue Daten.

## Die Arten
- Der Flachstachelnasenbeutler (Echymipera kalubu) zählt zu den kleineren Arten. Er ist über ganz Neuguinea und den angrenzenden Inseln verbreitet und gilt als häufig.
- Der Rote Stachelnasenbeutler (Echymipera rufescens) ist die größte Art seiner Gattung. Er lebt in Neuguinea und auf der Kap-York-Halbinsel und ist somit der einzige Vertreter der Neuguinea-Nasenbeutler in Australien. Nach dem ersten Fund 1932 gab es dort bis 1970 keine weiteren Sichtungen, mittlerweile wurden die Tiere an vielen Stellen im nördlichen Queensland entdeckt. Auch diese Art gilt als häufig.
- Der Clara-Stachelnasenbeutler (Echymipera clara) kommt im nördlichen Neuguinea sowie auf der Insel Japen vor. Mit bis zu 1700 Gramm Gewicht zählt er zu den mittelgroßen Arten.
- Der Menzies-Stachelnasenbeutler (Echymipera echinista) bewohnt ein kleines Gebiet im zentralen Neuguinea. Über die Art ist kaum etwas bekannt.
- Der Kiriwina-Stachelnasenbeutler (Echymipera davidi) lebt nur auf der Insel Kiriwina, die zu den Trobriand-Inseln südöstlich von Neuguinea gehört. Wegen ihres kleinen Verbreitungsgebietes dürfte sie gefährdet sein, allerdings weiß man auch von dieser Art nur sehr wenig.